# Langi Seli og Skuggarnir
Langi Seli og Skuggarnir, aussi stylisé Langi Seli & Skuggarnir, est un groupe islandais de rockabilly, originaire de Reykjavik. 

## Histoire
Le groupe est formé en 1988. Il joue exclusivement à partir de son catalogue de musique originale, qui peut être qualifié de rockabilly avec une approche particulièrement moderne,. Langi Seli og Skuggarnir sort le single Breiðholtsbúgí en 1989 ; il devient un tube en Islande et est publié sur deux compilations des années 1980. Le premier album studio du groupe, Rottur og kettir, sort l'année suivante, en 1990. En 2009, le groupe sort d'un hiatus de 17 ans, publie un nouvel album studio, Drullukalt, et reprend ses concerts en Islande. 
En 2023, le groupe se compose de Langi Seli (chant et guitare), Jón Skuggi (contrebasse et chant) et Erik Qvick (batterie et chant). Les anciens membres sont Kormákur Geirharðsson (batterie), Steingrímur Guðmundsson (guitare) et Gísli Galdur (effets sonores et voix). En mai 2023, le groupe participe au Concours Eurovision de la chanson, qui se déroule à Liverpool, au Royaume-Uni, et se place en 2e demi-finale avec le morceau OK,, mais ne parvient pas à la finale.

## Style musical
Le style musical de Langi Seli og Skuggarnir est influencé par les débuts du rockabilly et de la surf music. Il a été décrit comme « moderne et vintage à la fois ». Leurs paroles couvrent la vie sous ses formes disparates, parfois banales, parfois fantastiques.

## Discographie

### Albums studio
- 1990 : Rottur og kettir
- 2009 : Drullukalt

### Singles
- 1988 : Kontinentalinn (vinyle)
- 1989 : Breiðholtsbúgí (vinyle)
- 2019 : Bensínið er búið (vinyle)

### Compilations
- 1994 : Já takk (avec les morceaux Úti að keyra et Græna gatan)
- 1995 : Cold fever Icelandic/Japanese film (version instrumentale de Undir Súð)
- 2000 : Með allt á hreinu - Óður til kvikmyndar (avec le morceau Íslenskir karlmenn)
- 2002 : Alltaf sama svínið (avec le morceau Breiðholtsbúgí)
- 2007 : 100 íslensk 80s lög 5 (avec le morceau Breiðholtsbúgí)[7]